# András Pető
András Pető (* 11. September 1893 in Szombathely; † 11. September 1967 in Budapest) war ein ungarischer Arzt, der die konduktive Förderung für cerebral- und bewegungsgeschädigte Menschen entwickelt hat.

## Kindheit
András Pető wurde 1893 in Szombathely, Ungarn, als Ältester von drei Söhnen geboren. Der Vater erkrankte 1907 an Parkinson, was András dazu zwang die Familie durch eigene Arbeit finanziell zu unterstützen. Er arbeitete als Nachhilfelehrer, Hauslehrer und Zeitungsredakteur. Pető konnte sich durch die notwendige Unterstützung der Familie nicht mehr ausreichend auf die Schule konzentrieren, verließ sie aber mit dem Abitur. Nach dem Abitur studierte er ab 1911 in Wien. Ursprünglich wollte er Journalist werden, entschied sich aber in Wien für ein Medizinstudium. Pető hat von diesem Zeitpunkt an fast dreißig Jahre im deutschsprachigen Raum zugebracht und Wien hat ihn zu einer Zeit geprägt, als diese Stadt eine der „geistigen Hauptstädte der Welt“ war. In seiner Studienzeit lernte er Jacob Levy Moreno kennen, den späteren Arzt, Dramatiker und Psychotherapeuten, mit dem ihn eine lebenslange Freundschaft verband. Mit Moreno spielte Pető in Wien Stegreiftheater für Kinder und später für Prostituierte. Nach Hári entwickelte sich daraus die spätere Gruppentherapie. Er kam mit den verschiedenen psychologischen Schulen der Zeit in Berührung, die ihren Sitz in Wien hatten: Freud, Adler und Frankl.

### Studium und Ausbildung
Petős Studium und weitere Ausbildung zeigt einen vielseitig interessierten und engagierten Menschen, der unter Pseudonymen auch Novellen, Gedichte und Dramen veröffentlichte. Neben diesen literarischen Tätigkeiten interessierte er sich auch für alte und östliche Religionen. Er kannte den österreichischen Liederkomponisten Hanns Eisler und trat 1919 in die KPÖ ein. Es spricht für die Größe Petös, dass sich in seinem Werk zwar die humanistischen Wurzeln der Lehre von Karl Marx, nicht aber die stalinistische Einstellung zum Menschen widerspiegeln. Als Medizinstudent arbeitete er 1914–18 drei Jahre auf einer Tuberkulose-Abteilung und anschließend im Kriegsspital in Grinzing, wo er seine Ausbildung zum Internisten in der Lungenstation und Inneren-Abteilung absolviert. 1921 erhielt er sein Medizin-Diplom, 1922 wurde er österreichischer Staatsbürger.
In den Jahren nach 1920 bildete er sich in Neurologie, Psychiatrie und Physiotherapie weiter und praktizierte in verschiedenen Kliniken in Österreich in leitenden Arztpositionen, wo er sich mit dem Problem von angeborenen Schädigungen bei Kindern befasste. Seit 1921 arbeitete er in wechselnden Kliniken und Sanatorien, befasste sich als Assistenzarzt mit Orthopädie und führte 1922 mit seinem Chefarzt Hecht im Sanatorium in Semmering Bewegungstherapie durch.
1928/1929 war er Ärztlicher Direktor in einem Volkssanatorium in Wien, wo er sich intensiv mit der Verknüpfung unterschiedlicher Heilmethoden befasste. Im nächsten Jahr arbeitete er als Anstaltsarzt in der Landes- und Pflegeheilanstalt für Geistes- und Nervenkranke und von 1930 bis 1938 war er Mitarbeiter am Institut für Physiotherapie in Wien. Während dieser Zeit arbeitete er auch als Leiter des Medizinverlags Weidmann&Co und war Chefredakteur der Publikation Biologische Heilkunst dieses Verlags, für die er in neun Jahren unter ca. 60 Pseudonymen Artikel verfasste, in denen man in der Reihe von 1931 schon Grundprinzipien der Konduktiven Förderung erkennen konnte. In Wien, Paris und Budapest war er zu dieser Zeit mehr als Journalist bekannt, als Arzt kannte man ihn weniger.
1938 floh er als Jude vor den Nationalsozialisten nach Paris, wo er sich kurz aufhielt und als Fachjournalist arbeitete, danach kehrte er nach Ungarn als ungarischer Staatsbürger zurück. Nur sehr wenig ist über das Leben Petős während der Zeit des Zweiten Weltkriegs und der Judenverfolgung in Ungarn in der deutschsprachigen Sekundärliteratur zu finden. Allerdings finden sich Hinweise über seinen Aufenthalt in englischsprachiger Literatur: demnach ist es wahrscheinlich, dass Pető während der deutschen Besatzung in einem der internationalen Schutzhäuser in Budapest lebte und so überleben konnte. András Petős Mutter ist in Auschwitz ermordet worden. Hári schreibt, dass Pető von 1939 bis 1947 seine Steuern in Budapest als Heilgymnast bezahlt habe. In dieser Zeit soll er die Grundlagen der Konduktiven Erziehung geschaffen haben.

### Die Entwicklung der Konduktiven Förderung
Nach dem Krieg bekam Pető seine Ärztezulassung und nahm seine bewegungstherapeutische Arbeit mit 14 Kindern auf, die ihm aus dem staatlichen Kinderheim vom Ministerium für Bildung und Volkswohlstand zugewiesen wurden und als „unausbildbar“ galten. Der Versuch sollte unternommen werden, die von Pető geschaffene Methode in der Praxis anzuwenden. Von 1945 bis 1963 war Pető für die Heilpädagogische Hochschule für Somatopädagogik zuständig, die mit der deutschen Körperbehindertenpädagogik vergleichbar ist. Ab 1948 hielt er dort im Rang eines Professors Vorträge für Studenten, die ihre Erfahrungen im angeschlossenen Institut sammeln konnten. Dieses Institut für Bewegungspädagogik war aus der Arbeit mit den „unausbildbaren“ Kindern nach 1945 entstanden. Pető hatte strukturierte Programme für diese Kinder entwickelt und organisierte das Leben und Arbeiten in der Gruppe. Der Versuch startete mit sehr bescheidenen Mitteln, weil der Staatshaushalt nichts zur Verfügung stellen konnte. Als Helfer bekam er vier Medizinstudenten zur Seite gestellt. Der Tagesablauf war genau geplant, Diagnosen durften nicht gestellt werden. Die Kinder sollten ohne Wertungen beobachtet und motiviert werden, aktiv im Tageslauf sinnvolle alltagspraktische Tätigkeiten zu erlernen: Essen, Toilettengänge, Anziehen usw. Pető hatte Erfolg mit seiner Arbeit, einige der Kinder konnten nach 2 Jahren in die Schule gehen.
Ab Februar 1950 wurde das von Pető entworfene Institut für Bewegungstherapie für eine Kapazität von 80 Kindern fertiggestellt, das nun ein Budget aus dem Staatshaushalt erhielt. Erst 1963 konnte das Institut der Zugehörigkeit zum Gesundheitsministerium entzogen werden und dem Kultusministerium unterstellt werden. Dafür hatte Pető lange gekämpft, er verstand seine Methode als Bewegungspädagogik, während man im Gesundheitsministerium die Behinderung und die Förderung als biologisches Problem verstand und deshalb von Bewegungstherapie sprach. In Petős Verständnis handelte es sich aber bei der Entstehung einer neuen Lebensweise, der Herausbildung einer Bewegungskoordination, um ein Lernproblem, dem man nur mit einer „vollständig pädagogischen Herangehensweise“ begegnen kann. Um eine neue Bewegung erlernen zu können, braucht es die Eigenaktivität des Kindes oder Erwachsenen und keine spezielle Methode der Bewegungsübungen. Der Konduktor achtet dabei auf die Hinführung zur richtigen Bewegung.
Ab 1963 hieß das Institut Erziehungs- und Pädagogenausbildungsanstalt für motorisch Geschädigte. Pető verließ in diesem Jahr die Heilpädagogische Hochschule und widmete sich ganz der Leitung seines Instituts. 1965 wurde die Ausbildung der Konduktoren offiziell genehmigt. Am 11. September 1967 starb András Pető im Alter von 74 Jahren im Institut.

### Das Institut nach Petős Tod
Das nun nach Pető benannte Institut wurde erst von Maria Hári bis 1992 und danach von verschiedenen anderen Persönlichkeiten geleitet. Seit 2007 wird es von dem ungarischen Diplomaten Franz Schaffhauser geleitet. Schaffhauser war an der Universität für Lehrerausbildung zuständig und vor seiner Tätigkeit am Pető-Institut Programmsekretär im Erziehungswissenschaftlichen Institut der Universität Budapest. 1989 wurde die Internationale András Pető-Stiftung zur Verbreitung der Konduktiven Förderung von der ungarischen Regierung ins Leben gerufen, zu dem das Internationale Pető-Institut, die Hochschule für Konduktorinnenausbildung, ihr Übungskindergarten und die Übungsschule gehören.

## Die konduktive Förderung in Deutschland
Nach Deutschland wurde die von Pető entwickelte konduktive Förderung durch die Initiative von Peter und Hanni von Quadt, Eltern eines behinderten Kindes, gebracht. Familie von Quadt war durch den Börsenexperten André Kostolany auf Pető aufmerksam gemacht worden. Peter von Quadt gründete 1994 gemeinsam mit anderen betroffenen Eltern den Verein FortSchritt e. V. Er erhielt 2006 das Bundesverdienstkreuz dafür, dass er die konduktive Förderung nach Deutschland gebracht hat und engagiert sich bis heute für die Förderung von cerebralgeschädigten Kindern und Erwachsenen nach dieser Methode.
Aktuell arbeiten bundesweit mindestens 56 Einrichtungen nach Petős Konzept, es gibt 18 eigenständige Vereine in Deutschland.